# Щино
Щино — деревня в Уржумском районе Кировской области в составе Петровского сельского поселения.

## География
Находится на левом берегу реки Буй на расстоянии примерно 18 километров на север от районного центра города Уржум.

## История
Известна с 1758 года, когда здесь было учтено 92 души мужского пола. В 1873 году учтено дворов 34 и жителей 315, в 1905 — 52 и 360, в 1926 — 75 и 389, в 1950 — 57 и 201, в 1989 — 6 жителей.

## Население
Постоянное население составляло 8 человек (русские 100 %) в 2002 году, 1 в 2010.